# Baouli Ardjanire I
Baouli Ardjanire I est un village  du Cameroun situé dans la Région de l'Extrême-Nord, le département du Diamaré, l’arrondissement de Bogo et le quartier de Bogo-Sud. 

## Population
En 1975, la localité comptait 51 habitants, des Peuls.
Lors du recensement de 2005, on y a dénombré  242 personnes, dont 115 hommes et 127 femmes.